# Philippe Laudet
Philippe Laudet (* 11. Dezember 1959 in Nanterre) ist ein französischer Physiker und Jazzmusiker (Trompete, Clairon, Piano, Arrangement, Komposition, Orchesterleitung).

## Leben und Wirken
Laudet hatte ab sechs Jahren eine klassische Klavierausbildung; ab zehn Jahn beschäftigte er sich unter dem Eindruck der Musik von Count Basie mit Jazzpiano; mit 15 Jahren lernte er Jazztrompete, wobei Sweets Edison und Joe Newman frühe Vorbilder waren. Er studierte Astrophysik (Diplom 1983, Promotion 1987) in Toulouse und betätigte sich daneben ab Ende der 1970er-Jahre auch (semiprofessionell) als Musiker und Leiter einer Bigband. 
1980 gründete er mit seinem Bruder François und seinen Freunden Jean-Michel Proust, Jean-Marc Fritz und Pierre Maingourd die Ornicar Big Band, die bis 1995 bestand, mehrere Alben einspielte und auf zahlreichen Festivals gastierte, wie Jazz à Vienne oder Jazz in Marciac. Als Solist arbeitete er außerdem mit Philippe Renault (Bossa Pour Septembre), von 1993 bis 2005 in der Tudexo Big Band unter Leitung von Paul Chéron (Rhythm Is Our Business). Ab 1996 leitete er ein eigenes Quartett, ab 2005 das Bigband-Projekt Jazz Odyssée. Laudet wurde 1982 mit dem Preis des Concours National de La Défense und 1994 sowohl mit dem Preis der Académie du Jazz als auch des Hot Club de France ausgezeichnet. Im Bereich des Jazz war er von 1984 bis 2004 an neun Aufnahmesessions beteiligt. Philippe Laudets Trompetenspiel steht in der Tradition von Clark Terry.
Laudet ist am Centre national d’études spatiales (CNES) tätig, wo er eine Arbeitsgruppe leitet, die einen Seismographen für die internationale Marsexpedition InSight entwickelt.

## Auszeichnungen
- 2021 wurde er gemeinsam mit Philippe Lognonné  mit dem Prix international d'astronautique (REP-Hirsch-Preis) der Société astronomique de France ausgezeichnet.[6]

## Diskographische Hinweise
- Mais Ou Est Donc Ornicar? (IDA, 1984), mit Gastsolist Joe Henderson
- Le Retour D’Ornicar (IDA, 1987)
- Jazz Cartoon (Big Blue, 1989)
- L’Incroyable Huck (Big Blue, 1991), u. a. mit Daniel Huck
- Beautiful Love … (Djaz, 1994), mit Laurent de Wilde, Pierre Maingourd, François Laudet
- Jazz Odyssée (Chant du Monde, 2010)